# 關正傑
關正傑（英語：Michael Kwan Ching Kit，1949年3月27日—），香港男歌手，與其大學師兄許冠傑齊名為「樂壇雙傑」，主要是活躍於1960年代至1980年代尾。大學時期專唱英語民歌，1970年代中期轉唱粵語歌，以劇集歌曲為主，唱遍佳視、麗的、無綫及香港電台四家傳媒。1988年推出最後一張專輯後淡出樂壇，並於1990年代初移居美國西雅圖至今。

## 生平履歷

### 早年經歷
關正傑生於香港，在1954年畢業於聖保羅堂提多幼稚園（現名聖保羅堂幼稚園），早年就讀聖保羅男女中學附屬小學和聖保羅男女中學。關正傑在校時與何國禧及另外兩位同學合組樂隊The Swinging Minstrels，主唱英語民歌。1967年樂隊曾以著名組合彼得、保羅和瑪麗（Peter, Paul and Mary）的《Man Come Into Egypt》，於星島晚報主辦之「第八屆全港業餘歌唱比賽」（歌唱合奏組）摘冠。同年又參加星報主辦的Talent Quest音樂比賽，奪得亞軍。翌年與另一得獎樂隊Garbriels合灌迷你專輯《Talent Time '67 Winners》，翻唱彼得、保羅和瑪麗的《Early In The Morning》和《Settle Down》。後來參加黃霑主持的麗的映聲文化綜合節目「青年聯誼會」，首次亮相電視熒幕。1967年從聖保羅男女中學中七畢業後，關正傑考進香港大學建築系，期間以個人名義在EMI灌錄單曲《Cecilia/Ain't That Rain》，並於蕭芳芳主持的無綫電視節目《芳芳的旋律》亮相。1968年關在翡翠台青年節目主持「結他入門」，與此同時，亦在《香港電視》週刊撰寫專欄，教授古典結他。後來因各人升學，民歌隊解散。

### 歌唱生涯
1973年大學畢業後，關正傑成為建築師。1975年獲邀擔任蔡和平先生過檔麗的電視的頭炮音樂節目「視聽蔡和平」主持，每輯主唱一首改編自歐西流行曲的粵語歌，首曲為《我心喜歡你》，改編自當·麥連（Don McLean）名曲《And I Love You So》，並由鄭國江譜寫中文詞。此曲可謂開闢了關正傑的粵語歌之路。1976年，關正傑主唱賣座電影《跳灰》的主題曲《大丈夫》（劉家昌作曲），令關正傑聲名大噪，歌曲流行至今。該年起，他以業餘歌手身份為無綫電視和佳藝電視兩家電視台演唱劇集歌曲，以武俠題材為主，如《神雕俠侶》，《近代豪俠傳》等，並散見於眾合輯。
1978年年尾，關正傑出版第一張個人專輯「近代豪俠傳」，與此同時，關獲麗的電視邀請主唱劇集《變色龍》的同名主題曲，一炮而紅，並確立了關與麗的御用填詞人盧國沾及作曲人黎小田的固定合作關係。黎小田曾謂，觀乎關的聲線，會多為他寫「正氣」和「俠義豪情」的歌。1979年關正傑加盟寶麗金唱片，推出個人粵語專輯《天蠶變》。其後，關的歌唱事業漸趨穩定，雖然其正職還是建築師。
當時香港的音樂製作水平尚未成熟，專輯甚少具備鮮明而統一的主題。關正傑早年的專輯多主打劇集歌曲，附以改編外語名曲的作品，如《雪中情》（改編自邰肇玫、施碧梧《如果》）、《相對無言》（改編自The New Christy Minstrels《Today》）、《星》（改編自谷村新司《昴》）。至《大地恩情》時，專輯監製均為楊雲驃和J.Herbert。
關正傑雖然為人低調，不事宣傳，但其唱片非常暢銷。專輯《天蠶變》、《天龍訣》、《人在江湖》、《大地恩情》是香港IFPI認證的本地白金唱片；歌曲《天蠶變》、《殘夢》、《人在旅途灑淚時》（雷安娜合唱）入選十大中文金曲頒獎音樂會的十大中文金曲。關亦曾於1979年獲得「十大歌星獎金駱駝獎」，此乃1970年代香港唯一的歌星選舉活動。
1981年，麗的人事有變，關正傑轉投無線電視。簽約無線電視，簽的只屬一種承諾『承諾保証演出只在無線螢幕出現』。自1981年加入無線後，其劇集歌曲的創作班底亦隨之改變，御用監製轉為楊喬興，作曲人則變成無線音樂總監顧嘉煇，搭配黃霑和鄭國江等詞人，題材多為「古裝」，代表作有《萬水千山縱橫》、《情愛幾多哀》、《倆忘煙水裡》（關菊英合唱）、《醉紅塵》。此外，非影視歌曲亦屢創佳績，令關正傑奪得多個樂壇的歌曲獎項，如與台湾歌手黃露儀跨國合作的抒情作品《常在我心間》、脫胎自傳統中樂的《漁舟唱晚》、以電子合成器編曲營造宇宙無垠感覺的《天籟…星河傳說》。關亦有為其專輯親自作曲，作品有《在原野上》、《詠梅》、《遲早是一對》等等。這段時期，關正傑的香港IFPI認證本地白金唱片有《關正傑名曲選》、《英雄出少年》、《關正傑演唱會》、《天龍八部之虛竹傳奇》、《常在我心間》（關首次參與監製工作）和《天籟》。1983年4月，關被服務多年的則師樓辭退。年末與無線簽下歌星合約，同期亦自組建築公司。
1982年，關正傑舉行首個個人演唱會，假灣仔伊利沙伯體育館，並由香港管弦樂團伴奏、多個兒童合唱團伴唱，開香港流行音樂會與管弦樂團合作之先河。曲目除了數首著名歐西流行曲如《麥克阿瑟公園（MacArthur Park）》，多為關正傑寶麗金時期的作品。1983至85年間，關正傑現場表演轉多：1983年9月30日至10月3日，於美國大西洋城TROPICANA CASINO HOTEL WILD SWAN BALL ROOM舉行「關正傑美國演唱會」，特別嘉賓是陳玉蓮，紐約著名英文電視台Channel7也轉播演唱會的盛況，是該市創埠以來，首次為中國歌星作演唱會的轉播。1983年12月與汪明荃、陳百強、葉麗儀、葉振棠聯袂，亮相「白金巨星音樂盛會」；翌年7月於紅館舉行快圖美關正傑演唱會，是其第二個個人演唱會；1985年赴美加、澳門等地表演。
1984年，關正傑離開寶麗金，加盟康藝成音唱片公司。在首張專輯《關正傑》中，他再次參與監製工作（與一同過檔而來的楊喬興）並親自作曲五首，其餘歌曲亦屬於本地創作人的手筆；專輯的定位獲評「中產雅士」、「平和」、非主流（如帶新世紀音樂味道的《故夢》和《靜》）。其後的《'85 關正傑》中，歌路拓寬，快歌的比例增多。然而，兩張專輯的口碑皆不及寶麗金時期。
1986年，關正傑轉投百代唱片，頭炮是EP《蚌的啟示》。由於形象正面健康，關正傑獲邀唱過不少公益歌曲，如《一點燭光》（1981年香港國際傷殘人仕年特選歌曲）、《一把聲音》（1985年香港區議會選舉主題曲）、《燃點的火光》(1985年國際青年年主題曲)等。而《蚌的啟示》（1986年國際資訊年主題曲暨公民教育委員會宣傳歌）則伙拍盧冠廷、區瑞強合唱，坊間視為其回勇之作，以及詞人林振強為政府所寫的公益曲代表作：巧以比喻使政治訊息形象化，減少了說教感。同年關正傑推出專輯《啟示》，回歸寶麗金後期的形象和唱腔。可惜專輯的市場反應平淡，關仍舊絕跡於各大樂壇頒獎禮。

### 告別樂壇
1988年，關正傑發表最後一張專輯「一個秋天」後，仍然繼續參與一些音樂活動，於1989/90年間還唱了三首電視劇主題曲（未錄製在任何專輯），包括無線電視劇「人海虎鯊」、澳門電視劇「警花90」及港台兒童劇「柏林週記」主題曲；直至1989年12月31日出席跨年節目「齊心同步創90」後，正式退出樂壇；離開樂壇之前既沒有作預告，亦沒有辦告別演唱會。關在90年代初舉家移居美國西雅圖，繼續其建築事業。
多年來，不少傳媒和音樂界人士如顧嘉煇、倪秉郎、葉鏡球等，力邀關正傑復出或當表演嘉賓，均遭拒絕。
90年代有傳媒拍到關正傑返港照片，2014年網上流傳其近照。

## 個人榮譽
1982年，憑著其娛樂事業的成就以及對社區工作的貢獻，關正傑獲選為該年香港十大傑出青年。
1985年，獲英國頒授榮譽獎章（一作榮譽勳章）。

## 評價
作家林燕妮（1980年）：「關正傑的嗓子矜貴儒雅……對曲詞感情的處理……細膩而婉轉低迴。」；「出場像個靦腆的大學生，觀眾想保護他，並不期望看什麼花樣，只想細細欣賞他的優美嗓子。」
音樂博主Muzikland：「關正傑的嗓子不屬雄壯型，他的演繹方法常加入輕聲及虛聲，風格獨特，韻味十足。」

## 專輯列表

### 大碟
| #  | 專輯名稱                | 發行公司 | 發行日期   | 曲目 |
| 1  | 近代豪俠傳              | 娛樂唱片 | 1978年12月 | 曲目 1. 近代豪俠傳 2. 前程萬里 3. 哈囉夜歸人 4. 孽緣 5. 無名英雄 6. 人海奇譚 7. 神龍猛虎闖金關 8. 俠骨無情劍 9. 愛戀太奇妙 10. 努力向前闖 11. 鬼馬智多星 12. 近代豪俠傳（音樂） |
| 2  | 變色龍                  | 皇聲唱片 | 1978年12月 | 曲目 1. 變色龍 2. 愛情結 3. 原野心聲 4. 黎明之歌 5. 明日話今天 6. 愛心不變遷 7. 盲俠走天涯 8. 落葉勾起愛的夢 9. 何謂「情」? 10. 人生滿風浪 11. 時時為妳心痴痴 12. 讓我孤立 |
| 3  | 天蠶變                  | 寶麗金   | 1979年8月  | 曲目 1. 天蠶變 2. 問君知否 3. 相對無言 4. 孤芳獨對天 5. 舊事隨夢去 6. 莫徬徨 7. 月亮照高原 8. 雪中情 9. 我要走天涯 10. 換到千般恨（柳影虹主唱） 11. 一個浪花 |
| 4  | 天龍訣                  | 寶麗金   | 1979年12月 | 曲目 1. 天龍訣 2. 是誰沈醉 3. 勇闖愛情路（薛家燕主唱） 4. 新變色龍 5. 向日葵 6. 楚留香 7. 殘夢 8. 斜陽垂眼照 9. 平凡亦快樂 10. 漫漫前路 11. 這個秋天（鮑惠珊合唱） |
| 5  | 人在江湖                | 寶麗金   | 1980年6月  | 曲目 1. 人在江湖 2. 良夜好歌聲 3. 誰會為我等 4. 任你多瀟灑 5. 莫苛求 6. 明日再明日 7. 人在旅途灑淚時（雷安娜合唱） 8. 救世者 9. 候鳥 10. 人在雨下 11. 碧水寒山奪命金 |
| 6  | 大地恩情                | 寶麗金   | 1980年11月 | 曲目 1. 大地恩情 2. 愛是難避免 3. 緣份莫攔我 4. 落日在何處 5. 僅存者 6. Smoke Gets in Your Eyes 7. 熱愛多年在心藏 8. 星 9. 金山夢 10. 心境相遠人相近 11. 第二故鄉 |
| 7  | 英雄出少年              | 寶麗金   | 1981年11月 | 曲目 1. 英雄出少年 2. 在原野上 3. 小生命 4. 醉紅塵 5. 無毒不丈夫 6. 一點燭光 7. 愛的音訊 8. 祝福 9. 在那遙遠的地方 10. 夕陽下 11. 緣 |
| 8  | 天龍八部之虛竹傳奇      | 寶麗金   | 1982年8月  | 曲目 1. 萬水千山縱橫 2. 情愛幾多哀 3. 與妳一生渡過 4. 霧裏緣 5. 惜別歌 6. 願我永遠不用想妳 7. 詠梅 8. 您莫太意外 9. 漁父 10. 舊歡 11. 恨綿綿 |
| 9  | 常在我心間…愛你不分早晚 | 寶麗金   | 1983年7月  | 曲目 1. 常在我心間…愛你不分早晚（黃鶯鶯合唱） 2. 遲早是一對 3. 人人同高歌 4. 新的希望 5. 愛的細訴 6. 龍的傳人 7. 理想邦 8. 漁舟唱晚 9. 妳何嘗願意 10. 過去的開端 11. 小安琪 |
| 10 | 天籟                    | 寶麗金   | 1983年     | 曲目 1. 天籟…星河傳說 2. 碧海青天 3. Mona Lisa 4. 誰為你自己 5. 夕陽戀曲 6. 盡在不言中 7. 兩心通 8. 紅了我的臉 9. 織個幽夢 10. 小小一個家 11. 一刻的笑聲 12. 愛的土地上 |
| 11 | 關正傑                  | 康藝成音 | 1984年     | 曲目 1. 曾為妳編個夢 2. 靜 3. 情若老 4. 故夢 5. 一把聲音 6. 香江歲月 7. 偎依黃昏裏 8. 痴到情之最 9. 寶貝兒 10. 是妳是妳是妳 11. 舞會 |
| 12 | '85 關正傑              | 康藝成音 | 1985年     | 曲目 1. 話我知 2. 長夜裏 3. 雨中再見 4. 留在我身邊 5. 心中仍要講愛妳（無線電視劇「光怪陸離」插曲） 6. 大步上青雲（無線電視劇「六指琴魔」主題曲） 7. 褪色的愛（無線電視劇「光怪陸離」主題曲） 8. 柔情似水（無線電視劇「六指琴魔」插曲） 9. 歸途未盡 10. 一生的計劃 11. 燃點的火光（1985國際青年年主題曲） |
| 13 | 啟示                    | 百代唱片 | 1986年7月  | 曲目 1. 東方之珠『關正傑誠邀著名創作歌手羅大佑(繼《明天會更好》後)，作出一首直擊港人心態嘅好歌)』 2. 眼裏的雲彩 3. 路 4. 別離星夜 5. 和平之歌 6. 蚌的啟示（盧冠廷 / 區瑞強合唱） 7. 祇有你 8. 金色勳章 9. 影子愛人 10. 制止情和恨 11. 和平拉力 12. 蚌的啟示（音樂）                                      |
| 14 | 一個秋天                | 百代唱片 | 1988年1月  | 曲目 1. 裂痕 2. 大約別離時 3. 古都 4. 轉眼間 5. 就這樣離開妳 6. 人類的錯 7. 一個秋天 8. 翻版冷感先生 9. 少年心 10. 寂寞人語 11. 開創明天 12. 開創明天（音樂） |

### EP
| # | 專輯名稱 | 發行公司 | 發行日期  | 曲目                                                                                |
| 1 | 蚌的啟示 | 百代唱片 | 1986年5月 | 曲目 1. 蚌的啟示（盧冠廷 / 區瑞強合唱） 2. 和平拉力 3. 別離星夜 4. 蚌的啟示（音樂） |

### 精選
| # | 專輯名稱              | 發行公司 | 發行日期   | 曲目 |
| 1 | 關正傑名曲選 (第一輯) | 寶麗金   | 1981年5月  | 曲目 1. 怎麼意思 2. 我自問 3. 雪中情 4. 人在旅途灑淚時（雷安娜合唱） 5. 天龍訣 6. 良夜好歌聲 7. 人生漸美好 8. 殘夢 9. 天蠶變 10. 大地恩情 11. 人在江湖 12. 期待 |
| 2 | 關正傑名曲選 (第二輯) | 寶麗金   | 1984年     | 曲目 1. 天籟…星河傳說 2. 常在我心間…愛你不分早晚（黃鶯鶯合唱） 3. Mona Lisa 4. 詠梅 5. 在原野上 6. 星 7. 恨綿綿 8. 碧海青天 9. 萬水千山縱橫 10. 倆忘煙水裏 11. 新的希望 12. 英雄出少年 13. 醉紅塵 14. 一點燭光 15. 漁舟唱晚                                                                 |
| 3 | 再與天比高            | 寶麗金   | 1993年11月 | 曲目 1. 天蠶變 '93 2. 換到千般恨（梁詠斯主唱） 3. 情是枉痴心（梁詠斯主唱） 4. 雪中情 5. 緣 6. 盡在不言中 7. 平凡亦快樂 8. 明日再明日 9. 月亮照高原 10. 小生命 11. 天籟…星河傳說 12. 我要走天涯 13. 人在雨下 14. 漫漫前路 15. 問君知否 16. 惜別歌 17. 紅了我的臉 18. Smoke Gets in Your Eyes |

### 演唱會
| # | 專輯名稱     | 發行公司 | 發行日期   | 曲目 |
| 1 | 關正傑演唱會 | 寶麗金   | 1982年10月 | 曲目 1. One Voice 2. 變色龍．天蠶變．天龍訣．大地恩情．英雄出少年 3. 詠梅 4. Cavatina - Instrumental 5. 小時候 6. 世界真細小 7. 萬水千山縱橫 8. 星 9. Star Wars(Main Theme) - The HK Philharmonic 10. 人在旅途洒淚時 11. 兩忘煙水裏 12. MacArthur Park 13. 雪中情 14. 情愛幾多哀 15. 恨綿綿 16. 愛的音訊 17. 一點燭光 18. 醉紅塵 |

## 歌曲搭配的影視、電台節目、活動
關正傑自1975年麗的電視音樂節目《視聽蔡和平》開始，至90年代初移民美國前，唱了83首電視、電影、電台節目的主題曲及插曲（包括幾首未發行曲）。
| #  | 年份 | 歌曲名稱                           | 主題                                    | 作曲人       | 作詞人                  | 合唱歌手                                                               |
| 01 | 1975 | 一曲寄心聲                         | 麗的音樂節目「視聽蔡和平」主題曲        | Mac Davis    | 鄭國江                  |                                                                        |
| 02 | 1976 | 神鵰俠侶                           | 佳藝電視劇「神鵰俠侶」主題曲            | (黃霑)       | (黃霑)                  | 韋秀嫻、麥韻                                                           |
| 03 | 1976 | 相愛不相聚                         | 佳藝電視劇「神鵰俠侶」插曲              | (黃霑)       | 周聰                    |                                                                        |
| 04 | 1976 | 大丈夫                             | 電影「跳灰」主題曲                      | 劉家昌       | 黃霑                    |                                                                        |
| 05 | 1976 | 廣東好漢                           | 佳藝電視劇「廣東好漢」主題曲            | 粦           | 簫笙                    |                                                                        |
| 06 | 1976 | 碧血劍                             | 佳藝電視劇「碧血劍」主題曲              | 黃霑、吳大江 | 黃霑                    |                                                                        |
| 07 | 1977 | 武林外史                           | 佳藝電視劇「武林外史」主題曲            | 李超源       | 李超源                  |                                                                        |
| 08 | 1977 | 仙鶴神針                           | 佳藝電視劇「仙鶴神針」主題曲            | 吳大江       | 周聰                    | 華娃                                                                   |
| 09 | 1977 | 苗歌                               | 佳藝電視劇「仙鶴神針」插曲              |              |                         | 主唱：韋秀嫻                                                           |
| 10 | 1977 | 白髮魔女傳                         | 佳藝電視劇「白髮魔女傳」主題曲          | 吳大江       | 蕭笙                    | 華娃                                                                   |
| 11 | 1977 | 萍蹤俠影錄                         | 佳藝電視劇「萍蹤俠影錄」主題曲          | 吳大江       | 蕭笙                    | 獨白：商業電台播音員陳慕賢                                             |
| 12 | 1977 | 鹿鼎記                             | 佳藝電視劇「鹿鼎記」主題曲              |              |                         |                                                                        |
| 13 | 1977 | 大家姐與大狂魔                     | 麗的電視劇「大家姐與大狂魔」主題曲      | 粦           | 粦                      |                                                                        |
| 14 | 1977 | 大丈夫                             | 麗的電視劇「大丈夫」主題曲              | 劉家昌       | 黃霑                    | 宋豪輝、陳欣健、 黎小田                                                |
| 15 | 1978 | 雪山飛狐                           | 佳藝電視劇「雪山飛狐」主題曲            | 黃國樑       | 簫笙                    |                                                                        |
| 16 | 1978 | 近代豪俠傳 (1976年11月5日首播)     | 無線電視劇「近代豪俠傳」主題曲          | 顧嘉煇       | 黃霑                    |                                                                        |
| 17 | 1978 | 無名英雄                           | 無線電視劇「無名英雄」主題曲            | 顧嘉煇       | 黃霑                    |                                                                        |
| 18 | 1978 | 人海奇譚                           | 無線電視劇「人海奇譚」主題曲            | 顧嘉煇       | 黃霑                    |                                                                        |
| 19 | 1978 | 俠骨無情劍                         | 無線日劇「俠骨無情劍」主題曲            | 木下忠司     | 黎彼得                  |                                                                        |
| 20 | 1978 | 變色龍                             | 麗的電視劇「變色龍」主題曲              | 黎小田       | 盧國沾                  |                                                                        |
| 21 | 1978 | 盲俠走天涯                         | 麗的日劇「盲俠走天涯」主題曲            | 曾根幸明     | 詹惠風                  | 獨白：黃霑                                                             |
| 22 | 1978 | 谷爆                               | 電影「谷爆」主題曲                      | 吳智強       | 鄭一川(鄭國江)， 黎彼得 |                                                                        |
| 23 | 1978 | 有錢就大晒                         | 電影「谷爆」插曲                        | 吳智強       | 鄭一川(鄭國江)， 黎彼得 |                                                                        |
| 24 | 1978 | 小孤兒                             | 電影「今生今世」插曲                    | 顧嘉煇       | 羅馬                    |                                                                        |
| 25 | 1978 | HELLO夜歸人                        | 電影「HELLO夜歸人」主題曲               | 顧嘉煇       | 盧國沾                  |                                                                        |
| 26 | 1978 | 鬼馬智多星                         | 電影「鬼馬智多星」主題曲                | 顧嘉煇       | 江羽(鄭國江)            |                                                                        |
| 27 | 1978 | 愛戀太奇妙                         | 電影「鬼馬智多星」插曲                  | 顧嘉煇       | 江羽(鄭國江)            |                                                                        |
| 28 | 1978 | 努力向前闖                         | 電影「鬼馬智多星」插曲                  | 顧嘉煇       | 江羽(鄭國江)            |                                                                        |
| 29 | 1978 | 人生小配角                         | 電影「茄哩啡」插曲                      | 顧嘉煇       | 黃霑                    |                                                                        |
| 30 | 1979 | 天蠶變                             | 麗的電視劇「天蠶變」主題曲              | 黎小田       | 盧國沾                  |                                                                        |
| 31 | 1979 | 孤芳獨對天                         | 麗的電視劇「天蠶變」插曲                | 粦           | 盧國沾                  |                                                                        |
| 32 | 1979 | 天龍訣                             | 麗的電視劇「天龍訣」主題曲              | 黎小田       | 盧國沾                  |                                                                        |
| 33 | 1979 | 殘夢                               | 麗的電視劇「天龍訣」插曲                | 黎小田       | 盧國沾                  |                                                                        |
| 34 | 1980 | 人在江湖                           | 麗的電視劇「人在江湖」主題曲            | 黎小田       | 盧國沾                  |                                                                        |
| 35 | 1980 | 誰會為我等                         | 麗的電視劇「人在江湖」插曲              | 黎小田       | 盧國沾                  |                                                                        |
| 36 | 1980 | 人在旅途洒淚時                     | 麗的電視劇「人在江湖」插曲              | 黎小田       | 盧國沾                  | 雷安娜                                                                 |
| 37 | 1980 | 大地恩情                           | 麗的電視劇「大地恩情」主題曲            | 黎小田       | 盧國沾                  |                                                                        |
| 38 | 1980 | 熱愛多年在心藏                     | 麗的電視劇「大地恩情」插曲              | 黎小田       | 盧國沾                  |                                                                        |
| 39 | 1980 | 金山夢                             | 麗的電視劇「大地恩情之金山夢」 主題曲   | James Last   | 盧國沾                  |                                                                        |
| 40 | 1980 | 良夜好歌聲                         | 香港電台音樂節目「良夜好歌聲」 主題曲   | 歷風(馮添枝) | 鄭國江                  |                                                                        |
| 41 | 1980 | 救世者                             | 電影「救世者」主題曲                    | 泰廸羅賓     | 鄭國江                  |                                                                        |
| 42 | 1980 | 碧水寒山奪命金                     | 電影「碧水寒山奪命金」主題曲            | 粦           | 葉紹德                  |                                                                        |
| 43 | 1980 | 僅存者                             | 電影「越戰僅存者」主題曲                | 歷風(馮添枝) | 盧國沾                  |                                                                        |
| 44 | 1981 | 怎麼意思                           | 麗的電視劇「大昏迷」主題曲              | 黎小田       | 盧國沾                  |                                                                        |
| 45 | 1981 | 我自問                             | 麗的電視劇「大昏迷」插曲                | 黎小田       | 盧國沾                  |                                                                        |
| 46 | 1981 | 人生漸美好                         | 麗的電視劇「女媧行動」主題曲            | 黎小田       | 盧國沾                  | 余安安                                                                 |
| 47 | 1981 | 英雄出少年                         | 無線電視劇「英雄出少年」主題曲          | 顧嘉煇       | 鄧偉雄                  |                                                                        |
| 48 | 1981 | 醉紅塵                             | 無線電視劇「英雄出少年」插曲            | 顧嘉煇       | 鄭國江                  |                                                                        |
| 49 | 1981 | 緣                                 | 香港電台節目「空中結緣」主題曲          | 黃霑         | 黃霑                    |                                                                        |
| 50 | 1981 | 無毒不丈夫                         | 電影「無毒不丈夫」主題曲                | 顧嘉煇       | 鄭國江                  |                                                                        |
| 51 | 1981 | 一點燭光                           | 1981香港國際傷殘人士年特選歌曲          | 陳秋霞       | 鄭國江                  |                                                                        |
| 52 | 1981 | 步步是美景 (未發行曲)              | 1981清潔香港運動主題曲                  | 顧嘉煇       | 鄭國江                  |                                                                        |
| 53 | 1982 | 兩忘煙水裏                         | 無線電視劇「天龍八部之六脈神劍」 主題曲 | 顧嘉煇       | 黃霑                    | 關菊英                                                                 |
| 54 | 1982 | 萬水千山縱橫                       | 無線電視劇「天龍八部之虛竹傳奇」 主題曲 | 顧嘉煇       | 黃霑                    |                                                                        |
| 55 | 1982 | 情愛幾多哀                         | 無線電視劇「天龍八部之虛竹傳奇」 插曲   | 顧嘉煇       | 黃霑                    |                                                                        |
| 56 | 1982 | 您莫太意外                         | 電影「車房仔」主題曲                    | 黎小田       | 黎彼得                  |                                                                        |
| 57 | 1983 | 碧海青天                           | 無線電視劇「賴布衣」主題曲              | 顧嘉煇       | 黃霑                    |                                                                        |
| 58 | 1983 | 織個幽夢                           | 無線電視劇「賴布衣」插曲                | 顧嘉煇       | 黃霑                    |                                                                        |
| 59 | 1983 | 新的希望                           | 香港電台電視劇「臨歧」主題曲            | 陳秋霞       | 鄭國江                  |                                                                        |
| 60 | 1983 | 兩心通                             | 1983國際通訊年主題曲                    | 喜多郎       | 鄭國江                  |                                                                        |
| 61 | 1983 | 理想邦                             | 1983 香港小姐決賽歌劇主歌               | 顧嘉煇       | 鄭國江                  |                                                                        |
| 62 | 1984 | 香江歲月                           | 香港電台電視劇「香江歲月」主題曲        | 顧嘉煇       | 盧國沾                  |                                                                        |
| 63 | 1984 | 寶貝兒                             | 電影「失婚老豆」主題曲                  | 顧嘉煇       | 鄭國江                  |                                                                        |
| 64 | 1984 | 緣份的烙印 (未發行曲)              | 電影「三十處男」主題曲                  | 徐日勤       | 盧永強                  |                                                                        |
| 65 | 1984 | 一把聲音                           | 1985年香港區議會選舉主題曲              | 關正傑       | 林振強                  |                                                                        |
| 66 | 1985 | 大步上青雲                         | 無線電視劇「六指琴魔」主題曲            | 顧嘉煇       | 黃霑                    |                                                                        |
| 67 | 1985 | 柔情似水                           | 無線電視劇「六指琴魔」插曲              | 顧嘉煇       | 黃霑                    |                                                                        |
| 68 | 1985 | 褪色的愛                           | 無線電視劇「光怪陸離」主題曲            | 黎小田       | 鄭國江                  |                                                                        |
| 69 | 1985 | 心中仍要講愛妳                     | 無線電視劇「光怪陸離」插曲              | 黎小田       | 鄭國江                  |                                                                        |
| 70 | 1985 | 燃點的火光                         | 1985國際青年年主題曲                    | 關正傑       | 卡龍 (葉漢良)           |                                                                        |
| 71 | 1986 | 和平拉力                           | 國際青年年活動「和平拉力」主題曲        | Holder / Lea | 鄭國江                  |                                                                        |
| 72 | 1986 | IYY '85青少年節 (未發行曲)         | 1985青少年節主題曲                      |              |                         |                                                                        |
| 73 | 1986 | 蚌的啟示                           | 1986 公民教育(資訊博覽)主題曲           | 馮添枝       | 林振強                  | 盧冠廷、區瑞強                                                         |
| 74 | 1986 | 和平之歌                           | 1986 國際和平年音樂會主題曲             | 林敏怡       | 鄭國江                  | 群星                                                                   |
| 75 | 1987 | 地球大合唱                         | 無線20週年台慶慈善籌款歌曲              | 顧嘉煇       | 林振強                  | 群星                                                                   |
| 76 | 1988 | 人類的錯                           | 無線電視劇「大明群英」主題曲            | 顧嘉煇       | 黃霑                    |                                                                        |
| 77 | 1988 | 少年心                             | 無線電視劇「大明群英」插曲              | 顧嘉煇       | 黃霑                    |                                                                        |
| 78 | 1988 | 開創明天                           | 傑出青年協會主題曲                      | 馮添枝       | 鄭國江                  | 主唱：朱培慶、汪明荃、李偉才、林鉅津、胡淑星、張郁德芬、許冠文、關正傑 |
| 79 | 1989 | 求勝心切 (未發行曲)                | 無線電視劇「人海虎鯊」主題曲            | 黎小田       | 小美                    |                                                                        |
| 80 | 1989 | 前途在你手裡 (未發行曲)            | 1988年香港區議會選舉主題曲              |              |                         |                                                                        |
| 81 | 1990 | 情是無奈 (未發行曲)                | 澳門電視劇「警花90」主題曲              | 黎小田       | 鄧偉雄                  |                                                                        |
| 82 | 1990 | 柏林週記 (未發行曲)                | 香港電台電視劇「柏林週記」主題曲        | 顧嘉煇       | 鄭國江                  | 鄭柏林                                                                 |
| 83 | 1990 | 問到尾 (《柏林週記》 同曲異詞作品) | 香港電台電視劇「柏林週記」插曲          | 顧嘉煇       | 鄭國江                  | 鄭柏林                                                                 |

## 關正傑曲作
| #  | 年份 | 歌曲名稱     | 作曲人 | 作詞人        | 專輯名稱           | 唱片公司 |
| 1  | 1978 | 前程萬里     | 關正傑 | 江羽 (鄭國江) | 近代豪俠傳         | 娛樂     |
| 2  | 1981 | 在原野上     | 關正傑 | 林敏驄        | 英雄出少年         | 寶麗金   |
| 3  | 1982 | 與你一生渡過 | 關正傑 | 林敏驄        | 天龍八部之虛竹傳奇 | 寶麗金   |
| 4  | 1982 | 詠梅         | 關正傑 | 鄭國江        | 天龍八部之虛竹傳奇 | 寶麗金   |
| 5  | 1983 | 遲早是一對   | 關正傑 | 鄭國江        | 常在我心間         | 寶麗金   |
| 6  | 1984 | 曾為你編個夢 | 關正傑 | 湯正川        | 84關正傑           | 康藝成音 |
| 7  | 1984 | 一把聲音     | 關正傑 | 林振強        | 84關正傑           | 康藝成音 |
| 8  | 1984 | 偎依黃昏裡   | 關正傑 | 黃霑          | 84關正傑           | 康藝成音 |
| 9  | 1984 | 痴到情之最   | 關正傑 | 盧國沾        | 84關正傑           | 康藝成音 |
| 10 | 1984 | 是你是你是你 | 關正傑 | 林振強        | 84關正傑           | 康藝成音 |
| 11 | 1985 | 話我知       | 關正傑 | 卡龍 (葉漢良) | 85關正傑           | 康藝成音 |
| 12 | 1985 | 燃點的火光   | 關正傑 | 卡龍 (葉漢良) | 85關正傑           | 康藝成音 |
| 13 | 1986 | 眼裏的雲彩   | 關正傑 | 梁渭民        | 啟示               | 百代     |

## 派台歌曲成績
| 派台歌曲成績            | 派台歌曲成績   | 派台歌曲成績 | 派台歌曲成績 | 派台歌曲成績 | 派台歌曲成績 | 派台歌曲成績                                                                                     |
| ----------------------- | -------------- | ------------ | ------------ | ------------ | ------------ | ------------------------------------------------------------------------------------------------ |
| 唱片                    | 歌曲           | 903          | RTHK         | 997          | TVB          | 備註                                                                                             |
| 1977年                  |                |              |              |              |              |                                                                                                  |
| 佳藝電視節目主題曲精選  | 廣東好漢       |              | 7            |              |              | 佳藝電視劇《廣東好漢》主題曲                                                                     |
| 佳藝電視節目主題曲精選  | 碧血劍         |              | 9            |              |              | 佳藝電視劇《碧血劍》主題曲                                                                       |
| 大丈夫                  | 大丈夫         |              | (1)          |              |              | 首支冠軍歌 電影《跳灰》主題曲（獨唱） 麗的電視劇《大丈夫》主題曲（與陳欣健、黎小田、宋豪輝合唱） |
| 近代豪俠傳              | 近代豪俠傳     |              | (1)          |              |              | 無綫電視劇《近代豪俠傳》主題曲                                                                   |
| 大家姐與大狂魔          | 大家姐與大狂魔 |              | /            |              |              | 麗的電視劇《大家姐與大狂魔》主題曲                                                               |
| 1979年                  |                |              |              |              |              |                                                                                                  |
| 變色龍                  | 變色龍         |              | {1}          |              |              | 麗的電視劇《變色龍》主題曲                                                                       |
| 天蠶變                  | 天蠶變         |              | 1            |              |              | 麗的電視劇《天蠶變》主題曲                                                                       |
| 天龍訣                  | 天龍訣         |              | (1)          |              |              | 麗的電視劇《天龍訣》主題曲                                                                       |
| 1980年                  |                |              |              |              |              |                                                                                                  |
| 天龍訣                  | 殘夢           |              | (1)          |              |              | 麗的電視劇《天龍訣》插曲                                                                         |
| 人在江湖                | 良夜好歌聲     |              | 1            |              |              | 香港電台音樂節目《良夜好歌聲》主題曲                                                             |
| 人在江湖                | 人在旅途灑淚時 |              | (1)          |              |              | 與雷安娜合唱 麗的電視劇《人在江湖》插曲                                                          |
| 大地恩情                | 星             |              | 1            |              |              | 谷村新司指定要關正傑唱《昴》的粵語版                                                             |
| 1981年                  |                |              |              |              |              |                                                                                                  |
| 關正傑名曲選 (第一輯)   | 期待           |              | (1)          |              |              |                                                                                                  |
| 關正傑名曲選 (第一輯)   | 我自問         |              | /            |              |              | 麗的電視劇《大昏迷》插曲                                                                         |
| 英雄出少年              | 一點燭光       |              | (1)          |              |              | 1981香港國際傷殘人士年特選歌曲                                                                   |
| 英雄出少年              | 醉紅塵         |              | 1            |              |              | 無綫電視劇《英雄出少年》插曲                                                                     |
| 英雄出少年              | 在原野上       |              | 1            |              |              |                                                                                                  |
| 1982年                  |                |              |              |              |              |                                                                                                  |
| 天龍八部之六脈神劍      | 倆忘煙水裡     |              | 1            |              |              | 與關菊英合唱 無綫電視劇《天龍八部之六脈神劍》主題曲                                              |
| 天龍八部之虛竹傳奇      | 詠梅           |              | 1            |              |              |                                                                                                  |
| 天龍八部之虛竹傳奇      | 萬水千山縱橫   |              | 1            |              |              | 無綫電視劇《天龍八部之虛竹傳奇》主題曲                                                           |
| 1983年                  |                |              |              |              |              |                                                                                                  |
| 常在我心間…愛你不分早晚 | 常在我心間     |              | 1            |              |              | 與黃鶯鶯合唱 改編自Willie Nelson 的Always On My Mind                                             |
| 常在我心間…愛你不分早晚 | 遲早是一對     |              | 6            |              |              |                                                                                                  |
| 常在我心間…愛你不分早晚 | 漁舟唱晚       |              | /            |              |              | 調寄《「漁舟唱晚」主題隨想曲》 同曲曲目：林子祥 ~ 水中蓮                                         |
| 天籟                    | 天籟…星河傳說  |              | 1            |              |              |                                                                                                  |
| 天籟                    | 盡在不言中     |              | /            |              |              |                                                                                                  |
| 1984年                  |                |              |              |              |              |                                                                                                  |
| 關正傑                  | 曾為你編個夢   |              | /            |              |              |                                                                                                  |
| 關正傑                  | 一把聲音       |              | 2            |              |              | 1985年香港區議會選舉主題曲                                                                       |
| 1985年                  |                |              |              |              |              |                                                                                                  |
| '85關正傑               | 長夜裡         |              | 3            |              |              |                                                                                                  |
| 1986年                  |                |              |              |              |              |                                                                                                  |
| 蚌的啟示                | 蚌的啟示       |              | 1            |              | /            | 與盧冠廷、區瑞強合唱 1986年公民教育委員會廣告歌                                                  |
| 啟示                    | 別離星夜       |              | 4            |              |              |                                                                                                  |
| 啟示                    | 和平之歌       |              | 1            |              |              | 群星大合唱 1986年國際和平年音樂會主題曲                                                          |
| 1987年                  |                |              |              |              |              |                                                                                                  |
| 夢裡人                  | 未唱的歌       |              | 1            |              | 2            | 與陳百強合唱                                                                                     |
| 1988年                  |                |              |              |              |              |                                                                                                  |
| 一個秋天                | 一個秋天       |              | 3            |              | 6            |                                                                                                  |

| 各台冠軍歌總數 | 各台冠軍歌總數 | 各台冠軍歌總數 | 各台冠軍歌總數 | 各台冠軍歌總數     |
| -------------- | -------------- | -------------- | -------------- | ------------------ |
| 903            | RTHK           | 997            | TVB            | 備註               |
| 0              | 21             | 0              | 0              | 四台冠軍歌總數：20 |
| 0              | 31             | 0              | 0              | 冠軍週數           |

- （/）未有相關資料
- （(1)）表示兩週冠軍
- （{1}）表示四週冠軍

## 歌曲得獎記錄
| 年度 | 頒獎典禮                     | 獎項                      | 作品                                        |
| 1977 | 第一屆香港金唱片頒獎典禮     | 香港本地金唱片            | 電影原聲唱片《跳灰》                        |
| 1979 | 第三屆香港金唱片頒獎典禮     | 香港本地金唱片            | 《近代豪俠傳》                              |
| 1979 | 第二屆十大中文金曲頒獎典禮   | 十大中文金曲              | 《天蠶變》                                  |
| 1979 | 第一屆中文歌曲擂台獎頒獎典禮 | 中文歌曲擂台獎            | 得獎大碟《天蠶變》                          |
| 1980 | 第四屆香港金唱片頒獎典禮     | 香港本地白金唱片          | 《天蠶變》 《天龍訣》                       |
| 1980 | 第三屆十大中文金曲頒獎典禮   | 十大中文金曲              | 《殘夢》 《人在旅途灑淚時》與雷安娜合唱     |
| 1980 | 第二屆中文歌曲擂台獎頒獎典禮 | 中文歌曲擂台獎            | 得獎大碟《人在江湖》                        |
| 1981 | 第五屆香港金唱片頒獎典禮     | 香港本地白金唱片          | 《人在江湖》 《大地恩情》                   |
| 1981 | 第四屆十大中文金曲頒獎典禮   | 十大中文金曲              | 《醉紅塵》 《一點燭光》                     |
| 1981 | 第三屆中文歌曲擂台獎頒獎典禮 | 中文歌曲擂台獎            | 得獎大碟《關正傑名曲選》                    |
| 1982 | 第六屆香港金唱片頒獎典禮     | 香港本地白金唱片          | 《關正傑名曲選》 《英雄出少年》             |
| 1982 | 第六屆香港金唱片頒獎典禮     | 金唱片最佳歌曲            | 《一點燭光》                                |
| 1982 | 第五屆十大中文金曲頒獎典禮   | 十大中文金曲              | 《萬水千山縱橫》 《兩忘煙水裡》與關菊英合唱 |
| 1982 | 第五屆十大中文金曲頒獎典禮   | IFPI 大獎                 | （獲獎最多金曲歌手）                        |
| 1982 | 第四屆中文歌曲擂台獎頒獎典禮 | 中文歌曲擂台獎            | 得獎大碟《天龍八部之虛竹傳奇》              |
| 1983 | 第七屆香港金唱片頒獎典禮     | 香港本地白金唱片          | 《天龍八部之虛竹傳奇》 《關正傑演唱會》     |
| 1983 | 第七屆香港金唱片頒獎典禮     | IFPI 大碟獎               | 《關正傑演唱會》                            |
| 1983 | 第七屆香港金唱片頒獎典禮     | IFPI 特別獎（頒予合唱曲） | 《兩忘煙水裡》與關菊英合唱                  |
| 1983 | 第六屆十大中文金曲頒獎典禮   | 十大中文金曲              | 《常在我心間》與黃露儀合唱                  |
| 1983 | 第一屆十大勁歌金曲頒獎典禮   | 十大勁歌金曲              | 《漁舟唱晚》 《常在我心間》與黃露儀合唱     |
| 1983 | 第一屆十大勁歌金曲頒獎典禮   | 勁歌金曲季選最受歡迎獎    | 《常在我心間》與黃露儀合唱                  |
| 1984 | 第八屆香港金唱片頒獎典禮     | 香港本地白金唱片          | 《常在我心間》 《天籟》                     |
| 1984 | 第七屆十大中文金曲頒獎典禮   | 十大中文金曲              | 《天籟》                                    |
| 1984 | 第六屆中文歌曲擂台獎頒獎典禮 | 中文歌曲擂台獎            | 得獎大碟《天籟》                            |
| 1985 | 第二屆十大勁歌金曲頒獎典禮   | 十大勁歌金曲              | 《天籟》                                    |
| 1987 | 第九屆中文歌曲擂台獎頒獎典禮 | 最佳歌曲獎                | 《未唱的歌》與陳百強合唱                    |

## 註腳
1. ↑  1960年小六上午校[4]，與學者鄧昭祺及法官李國能為同屆同學[4]
2. ↑  1965年中五，與已故全國政協委員劉迺強、聖傑靈女子中學前校長龐得玲及鄧昭祺為同屆同學[5]
3. ↑  香港電台電視節目《屋簷下》主題曲的主唱者
4. ↑  當時香港最大的表演場館。
5. ↑  包括前叱咤榜、勁歌金榜時期的一台和兩台冠軍歌。